# Veterum sapientia
Veterum Sapientia – konstytucja apostolska z 22 lutego 1962 papieża Jana XXIII.
Dokument został podpisany na ołtarzu nad konfesją św. Piotra w bazylice watykańskiej podczas uroczystego nabożeństwa w czasie audiencji dla kleru i alumnów. Jej treścią jest rola języka łacińskiego w liturgii i życiu Kościoła.
Papież pisał w niej m.in.: Biskupi w swojej ojcowskiej trosce powinni mieć się na baczności, by nikt w ich jurysdykcji nie był skłonny do rewolucyjnych zmian, nie pisał przeciwko używaniu łaciny w studiach religijnych lub w liturgii lub poprzez jednostronność osłabiał wolę Stolicy Apostolskiej w tej sprawie bądź ją fałszywie interpretował. (...) W zgodzie z licznymi wcześniejszymi postanowieniami, główne nauki święte winny być nauczane po łacinie, która - jak wiemy z wielu wieków używania – "winna być uważana za język najodpowiedniejszy do ścisłego i jak najklarowniejszego objaśniania najtrudniejszych i najgłębszych idei i rozmysłów". Obok wieloletniego ubogacania przez nowe wyrazy obliczonego na jak najlepsze zachowanie integralności wiary katolickiej służy ona również jako środek przeciwko zbieraniu zbędnego żargonu. (...) Profesorowie wykładający te nauki na uniwersytetach mają znać łacinę i mają umieć posługiwać się łacińskimi podręcznikami. Ci, którym nieznajomość łaciny utrudnia stosowanie się do tego polecenia, powinni być stopniowo zastępowani przez profesorów, którzy są odpowiedni do tychże zadań. W razie jakichkolwiek trudności należy je przezwyciężać cierpliwym naciskiem biskupów lub innych przełożonych.
Papież podczas kazania wygłoszonego z okazji promulgacji konstytucji powiedział między innymi: Można by mówić, że Ojciec Święty, mający już swoje lata, niewiele rozumie z tego, jaki dokument zatwierdza swoim podpisem, że podpisuje go tylko dlatego, że inni mu go dali do podpisania. Ja jednak mówię wam: Ja wiem, co ja podpisuję, Treść tego dokumentu zaprawdę stanowi moją wolę i dlatego uroczyście podpisuję go na waszych oczach na ołtarzu św. Piotra.